# Sameodesma flavicostalis
Sameodesma flavicostalis är en fjärilsart som beskrevs av George Francis Hampson 1918. Sameodesma flavicostalis ingår i släktet Sameodesma och familjen Crambidae. Inga underarter finns listade i Catalogue of Life.